# 설민석
설민석(偰民錫, 1970년 10월 2일 ~ )은 대한민국의 역사 강사 겸 작가이다. 호는 태건(太建)이다. 현재는 단꿈아이의 대표이사이다. 입담이 좋기로 유명해 인기가 많은 강사였으며, 후술할 논문표절 사건으로 방송 활동을 중단했었다. 이후 2024년부터 MBC 강연자들로 방송 활동을 재개하여 다시 대중과 소통하고 있다.

## 앱
설쌤이라는 앱을 출시하였다. 부제는 설쌤과 함께 즐기는 배움 놀이터이다. 다운로드는 Google play와 App Store에서 할 수 있으며, 방과후 PLAY를 누르면,
- 설썸 일상, 콘텐츠
- 대동여지도
- 365 역사퀴즈
- 설렘 일상
- 캐릭터 카드

등등으로 구성되어 있는 것을 볼 수 있다.

## 학력
- 용산고등학교 (졸업)
- 단국대학교 연극영화과 (학사)[3]
- 연세대학교 교육대학원 석사 재학

## 경력
- 2002 ~ 2006년: 이투스 한국사 강사
- 2007 ~ 2009년: 메가스터디 역사 강사
- 2010년   : EBSi 역사 강사
- 2010년 ~ 2020년 : 이투스 한국사 강사
- 2011년 ~ : 단꿈교육 대표이사
- 2015년 ~ : 오마이스쿨 강사
- 2016년 : 서울YFC 홍보대사
- 2017년 : 유엔세계식량계획 명예 홍보대사
- 2019년 ~ : 단꿈아이 대표이사
- 2020년 ~ : 국방부 제5기 국민소통전문가단
- 2020년 : 한국해비타드 에티오피아 참전용사 지원 캠페인 홍보대사

## 출연 방송

### 텔레비전 프로그램
| 연도 | 방송사 | 제목                                   |
| ---- | ------ | -------------------------------------- |
| 2012 | tvN    | 공부의 비법2                           |
| 2013 | MBC    | 무한도전                               |
| 2015 | KBS    | 설민석의 십장생 한국사                 |
| 2015 | JTBC   | 김제동의 톡투유 - 걱정말아요! 그대     |
| 2016 | MBC    | 무한도전                               |
| 2016 | KBS2   | 배틀트립                               |
| 2017 | KBS1   | 1%의 우정                              |
| 2018 | MBC    | 선을 넘는 녀석들                       |
| 2019 | tvN    | 어쩌다 어른                            |
| 2019 | tvN    | 뇌섹시대 문제적 남자                   |
| 2019 | MBC    | 선을 넘는 녀석들 리턴즈                |
| 2019 | tvN    | 요즘책방 : 책 읽어드립니다             |
| 2020 | tvN    | 설민석의 벌거벗은 세계사               |
| 2022 | MBN    | 그리스 로마 신화 - 신들의 사생활 시즌1 |
| 2023 | MBN    | 그리스 로마 신화 - 신들의 사생활 시즌2 |
| 2024 | MBC    | 심장을 울려라 강연자들                 |
| 2024 | MBC    | 선을 넘는 클래스                       |

### 광고
- 2012년 코오롱제약 비코그린S
- 2014년 삼성전자 삼성 지펠아삭M9000
- 2015년 삼성전자 에어 3.0 프로젝트
- 2015년 삼성전자 삼성 SUHD TV
- 2016년 삼성전자 삼성 노트북 9metal
- 2018년 광동제약 광동 경옥고
- 2020년 삼성전자 삼성 갤럭시 S20 5G
- 2020년 오산시
- 2024년 단꿈e

## 저서
- 설민석의 한국사 대모험
- 설민석의 세계사 대모험
- 설민석의 삼국지
- 설민석의 조선왕조실록
- 설민석의 통일 대모험
- 설민석의 무도 한국사 특강
- 역적의 아들, 정조
- 전쟁의 신, 이순신
- 버림받은 왕자, 사도
- 설민석의 첫출발 한국사(연표)
- 설민석의 책 읽어드립니다
- 설민석의 한국사는 살아 있다
- 설민석의 삼국지 대모험
- 설민석의 만만 한국사
- 요괴어사
- 설민석의 한국사 대모험 퀴즈쇼
- 설민석의 우리 고전 대모험

## 수상
- 2019년 MBC 방송연예대상 버라이어티 부문 특별상 《선을 넘는 녀석들》

## 논란 및 사건사고

### 《설민석의 벌거벗은 세계사》 관련 역사왜곡
나치 독일 및 홀로코스트에 대해 설명하는 과정에서, 설민석이 "유대인의 시체의 기름을 가지고 만든 비누인 '인간 비누'를 언급하고, 살을 떼어내서 사진 앨범을 만들었다" 면서 홀로코스트와 관련된 근거 없는 말, 거짓말을 진실인 것처럼 말하고 방송에 송출되었다. 또한, 1920년에 초 인플레이션을 겪은 것이 나치당이 집권한 이유라고 설명했지만, 정작 이보다 더 큰 이유인 1929년 미국 대공황 시절에 대해 설명하는 것은 일절 하지 않았다. 사실로 말하자면, 앞 문장에 언급한 인플레이션이 나치 독일 집권에 영향을 주지 않았다고 단정할 수는 없으나, 미국 대공황을 기점으로 '실업을 줄이고 복지 정책을 만들 것이다'라고 공약을 내건 히틀러 나치 독일이 국민들로부터의 지지를 받아 집권하게 된 계기가 되었다.
고대 이집트 역사를 설명하는 과정에서 설민석은 알렉산드리아 시가 중심이었을 당시에, 이집트가 내륙 깊숙한 곳에서 로마 제국으로 가는 것처럼 설명했고, 프톨레마이오스나 클레오파트라 같은 성씨라고 했다. 이집트 프톨레마이오스 2세 때 세워진 알렉산드리아 도서관을 알렉산드로스가 세웠다고 한 것이나, 율리우스 카이사르가 폰토스 왕국을 제압한 뒤에 ‘왔노라, 보았노라, 이겼노라’라고 말을 했는데 이것이 이집트 원정 뒤에 한 것처럼 설명했다는 등의 오류 및 낭설을 주장하였다.이외에 스파르타쿠스의 난을 진압한 것이 폼페이우스라고 확실시했으며, 폼페이우스와 율리우스 카이사르 사이의 정치/경제적 및 군사적인 설명을 빠트렸고, 갈리아 전쟁 9년간 카이사르와 폼페이우스의 관계가 멀어졌다고 설명하였으나 기원전 56년 삼두와의 이탈리아 '루카의 회의'에서 보듯, 이탈리아에 돌아온 율리우스 카이사르는 겨울과 같은 때에 본국의 정치적/군사적인 이해관계 등에 관심을 기울였다. 또한 집정관과 독재관에 대해 말한 설민석의 설명에 대해 지적받을 점이 다소 있다.
이러한 이유로, 곽민수 한국이집트학연구소장은 SNS에 “사실관계 자체가 틀린 게 너무 많아 하나하나 언급하기가 힘들 지경이고, 방송에 나온 지도도 다 틀렸다”고 설민석의 잘못된 역사적인 설명을 비판했다.
일본 제국과 전쟁범죄의 역사를 설명하는 과정에서 설민석은 난징 대학살 관련 일왕 직속 부대인 731 부대와 쇼와 덴노(히로히토)의 전범재판에 관련하여 더글라스 맥아더 장군의 전범재판에 대해 부정적으로 말했는데, 맥아더 장군이 히로히토를 접견하기 며칠 전에 미국 정부에서 그에게 "쇼와 덴노인 히로히토에 대한 어떠한 제스처도 취하지 말라"라는 공문을 보낸 것으로 볼 때 미국과 맥아더가 공동으로 처리한 것으로 언급해야 하지만, 이에 대해 일절 말하지 않았으며 오히려 마치 맥아더가 독단적으로 사건을 처리한 것처럼 왜곡해서 방송에서 언급하고 있다.
삼국지에 대해서도 논란이 있는데 공손찬은 성이 '공손' 씨이며 휘가 '찬'인데 설민석은 이를 성이 '공' 씨이며 휘가 '손찬'이라 주장하여 역사에 대한 무지함을 지적받았다.

### 표절 사건[9]
석사 논문 표절 의혹이 제기되었고, 이에 따라 연세대는 석사논문 표절에 따라 취소여부를 심의하기로 하였다. 연세대학교 교육대학원 재학시 작성한 논문인 '한국 근현대사 교과서 서술에 나타난 이념 논쟁연구'(2010)은 2008년 서강대학교 교육대학원 석사 학위 논문과 일부분이 100% 동일하며, 논문 표절 검사 앱인 '카피킬러'로 조사한 결과 52%의 표절률이 나왔다. 관습적으로 표절률 15%를 기준으로 삼지만, 이는 학술 논문에 적용하는 방식이다. 일반적으로 대한민국 인문사회분야 학위 논문에서 어쩔 수 없는 표절을 최대 9% 이하로 한다. 표절률 52%는 실제 학위논문에서 인정하는 불가피한 표절 최대치의 6배에 가까운 표절률이었다. 연구 내용이 아무리 훌륭해도 52% 표절률의 논문은 학위 논문으로 인정 받을 수 없다.
설민석은 자신의 SNS 계정으로 “2010년 연세대 교육대학원 역사교육과 석사 논문을 작성함에 있어 연구를 게을리하고 다른 논문들을 참고하는 과정에서 인용과 각주 표기를 소홀히 하였음을 인정한다”라고 인정하는 글을 올렸고, 사과문을 작성하였다.
여러 사건들이 논란에 논란의 꼬리를 물자 2020년 12월 29일, 설민석은 모든 방송에서 하차하겠다고 발표했다.